# Herbebossing

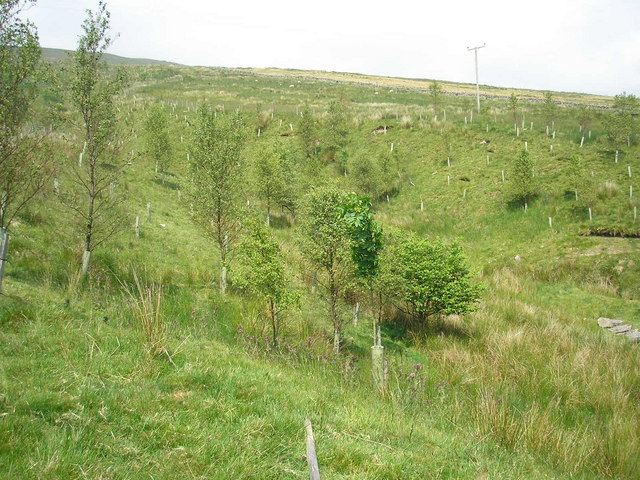
Herbebossing van een kloof in North Yorkshire

Herbebossing is het aanleggen van nieuw bos of het ontstaan van nieuw bos op natuurlijke wijze in gebied dat eerder bosrijk was (Engels: reforestation). Als het door de mens beboste gebied nog nooit eerder of lange tijd niet met bos bedekt is geweest, spreekt men van bebossing (Engels: afforestation). De vestiging van een nieuwe bosgeneratie in bestaand bosgebied wordt verjonging genoemd (Engels: regeneration of restoration). Herbebossing is van belang aangezien bossen voor de mens fundamentele ecosysteemdiensten leveren, terwijl in veel landen het bosareaal door diverse factoren juist afneemt. Herbebossing wordt overal ter wereld op veel manieren uitgevoerd.

## Motieven voor herbebossing
Het bosareaal gaat wereldwijd achteruit. In 2016 besloeg het minder dan 40 miljoen km2, meer dan 20% minder dan het areaal van 1900 (ca. 50 miljoen km2). Tussen 1990 en 2015 ging er 1,3 miljoen km2 verloren. Daardoor leveren bossen minder ecosysteemdiensten. Zo is bijvoorbeeld de in bossen aanwezige hoeveelheid koolstof gedurende 2010-2015 gedaald met 340 miljoen ton C.
Bossen leveren fundamentele ecosysteemdiensten en wereldwijd zijn vele mensen voor hun bestaan afhankelijk van het bos. In 2011 waren ongeveer 410 miljoen mensen sterk van bossen afhankelijk voor hun onderhoud en inkomen. Nog eens circa 1,6 miljard mensen waren voor een deel van hun onderhoud afhankelijk van ecosysteemdiensten.  Bossen herbergen het grootste deel van de (genetische) diversiteit aan planten en dieren op het vasteland op aarde. Bossen zijn ook van groot belang voor de kwaliteit van de leefomgeving, doordat ze bijvoorbeeld bescherming bieden tegen erosie. Ook slaan ze koolstof op en reguleren ze waterhuishouding en klimaat. Om al deze redenen vindt men het belangrijk om het bosareaal in stand te houden. Herbebossing van verloren gegaan bos is daarvoor een belangrijk instrument.
Soms zijn financiële stimulansen een reden om te herbebossen. Op veel beleidsniveaus zijn er doelstellingen vastgesteld voor herbebossing, met diverse financieringsmiddelen daaraan gekoppeld. In veel landen is herbebossing ook een wettelijke verplichting om verloren gegaan bos te compenseren.

## Oorzaken van ontbossing
Om een goede strategie voor herbebossing te ontwikkelen, zodat deze efficiënt en succesvol verloopt, is het noodzakelijk eerst de oorzaken van ontbossing te analyseren. Het bos staat op veel plaatsen in de wereld onder druk door sociaaleconomische, politieke of andere factoren. Directe oorzaken van ontbossing zijn: 1) omvorming naar ander landgebruik, en 2) niet-duurzame exploitatie. Omvorming van bos naar landbouw en veeteelt is verreweg de grootste oorzaak van ontbossing. Ook het aanleggen van infrastructuur en bebouwing gaat vaak blijvend ten koste van bos. Voorts kunnen mijnbouw en oliewinning leiden tot ontbossing, als het bos daarbij blijvend wordt beschadigd of weggehaald. Daarnaast is niet-duurzame houtproductie ook vaak een  oorzaak van ontbossing. Dit kan betekenen dat het herbeboste gebied na verloop van tijd opnieuw gekapt wordt.  Bovendien is de oogst van brandhout een van de grote oorzaken van ontbossing. In veel delen van de wereld wordt hiervoor nog natuurlijk bos gekapt.
Aan deze directe oorzaken liggen indirecte oorzaken van ontbossing ten grondslag. Dit zijn vaak complexe processen waarbij diverse factoren meespelen, zoals privatisering, toegang tot land, land- en gebruiksrechten, corruptie, lage status en machtspositie van bosbewoners etc. Deze processen verlopen vaak geleidelijk, in stadia waarin het oorspronkelijke bosecosysteem langzamerhand degradeert en ten slotte plaats maakt voor ander landgebruik.  Dit proces heeft door de eeuwen heen wereldwijd plaatsgevonden.

## Concrete doelen voor herbebossing
De belangrijkste doelen voor herbebossing in de praktijk zijn:
- Toekomstige houtproductie op terrein waar lang geen bos heeft gestaan. In dat geval worden bomen aangeplant om in de toekomst te worden geoogst en vervolgens weer vervangen te worden door nieuw bos.
- Tegengaan van klimaatverandering. Herbebossing zorgt dat er bomen groeien die door fotosynthese koolstofdioxide (CO2) uit de lucht vastleggen. Met de bomen keert een gemeenschap van plantensoorten terug die ook CO2 opnemen. Wanneer bomen en planten afsterven, komt de vastgelegde CO2 via het dode organische materiaal in de bosbodem terecht. Bossen bevatten ongeveer het dubbele aan koolstof dat aanwezig is in de atmosfeer.[6]
- Andere doeleinden, zoals herstel van biodiversiteit, landschappelijke aankleding, creëren van recreatiegelegenheid, stimuleren van natuurontwikkeling, opbouwen van genenreserves, productie van andere bosproducten, of opvangen van vervuiling.

## Uitvoering van herbebossing
De wijze van herbebossing hangt in de eerste plaats af van de hierboven genoemde doelen. Vervolgens moet men kiezen tussen natuurlijke of kunstmatige herbebossing. Voorts komen boomsoortenkeuze en wijze van aanplant aan de orde, die behalve door de doelen ook bepaald worden door de groeiplaats, andere technische en omgevingsfactoren, en sociale en economische overwegingen.

### Natuurlijke herbebossing
Natuurlijke herbebossing betekent dat het bos zichzelf herstelt doordat aanwezige boomzaden ontkiemen, jonge bomen opgroeien en volwassen worden. Daarmee gepaard gaand ontwikkelt zich begeleidende struik- en andere vegetatie. Deze bosontwikkeling duurt doorgaans lang. Ze kan worden versneld door het uitzaaien van boomzaden, aanplant van bomen, bescherming van zaailingen tegen wild- en andere schade en het creëren van gunstige bodemomstandigheden. Hierdoor herstelt het bos zich in kortere tijd dan wanneer het alleen op natuurlijke wijze teruggroeit. Op deze manier kan de ontwikkeling van een bos ook in een bepaalde gewenste richting worden gestuurd, zodat bijvoorbeeld bossen ontstaan met economisch belangrijke boomsoorten. Een variant op deze methode van herbebossing is groepenaanplant. Hierbij wordt bos in groepen aangeplant, waartussen natuurlijke verjonging plaatsvindt. Een ander voorbeeld van een dergelijke gecombineerde herbebossing is het ‘verrijken’ van natuurlijk bos met de economisch belangrijke paranootboom (Bertholletia excelsa) in het Amazonegebied.,

### Kunstmatige herbebossing
Kunstmatige herbebossing betekent dat herbebossing volledig plaatsvindt door aanplant van bosplantsoen. Bosplantsoen of plantgoed zijn in kwekerijen geteelde boompjes, dit in tegenstelling tot ‘zaailingen’ (Engels: ‘wildlings’) waarmee in het wild opgekomen boompjes worden aangeduid. Direct zaaien is ook een vorm van kunstmatige herbebossing. De keuze tussen planten of zaaien hangt af van de gewenste soorten, de natuurlijke omstandigheden, en de beschikbaarheid van zaadgoed, bosplantsoen, water en infrastructuur. Aanplant van bosplantsoen heeft als voordeel dat men zelf kan beslissen over de keuze van boomsoorten en plantafstand. Directe uitzaai vereist meer zaden dan bij aanplant en is niet vaak succesvol gebleken. De zaden kunnen worden opgegeten door vogels of knaagdieren en onkruid kan de groei van de jonge kiemplanten onderdrukken. Opgekweekt bosplantsoen is daar beter tegen bestand.

### Boomsoortenkeuze
Onder boomsoortenkeuze verstaan we de selectie van boomsoorten voor (her)bebossing. Belangrijk hierbij is welke soorten het best zijn aangepast aan de groeiplaats, dat wil zeggen klimaat, bodemsoort en ligging van het te bebossen terrein. Ook speelt mee van welke soorten de verjonging technisch en economisch haalbaar is. De soortensamenstelling is mogelijk anders dan die van het originele bos. In Noord-Europa zijn vooral naaldhoutsoorten zoals den, spar, lariks en Siberische ceder economisch belangrijk. In Midden- en Zuid-Europa zijn dit vaak bladverliezende soorten, met daarnaast vooral Pinus en andere naaldhoutsoorten.

### Bosplantsoen
Bosplantsoen kan op verschillende manieren worden geteeld. Vermeerdering kan vegetatief gebeuren, door middel van stekken. Voordelen hiervan zijn een snelle groei en betere sturing van resistentie tegen ziekten. Bomen kunnen ook generatief worden vermeerderd, dat wil zeggen vanuit zaad. Afhankelijk van de soort worden zaden direct in de volle grond gezaaid en uitgeplant, of eerst in een kwekerijbed gezaaid. In de tropen en elders worden boomzaden meestal in plastic zakjes of andere containers opgekweekt. Deze containers moeten voldoende ruimte bieden aan de wortels, zodat deze goed groeien en draaigroei wordt voorkomen. Ook op andere punten is de kwaliteit van het plantmateriaal van groot belang voor het succes van de aanplant. In de eerste jaren wordt de ontwikkeling van een beplanting sterk bepaald door de fenotypische kwaliteit en de conditie van het plantmateriaal. Op de lange termijn zijn vooral de genetische eigenschappen en de standplaatsgeschiktheid (zoals droogte-, vorst- en/of brandresistentie) bepalend.

### Aanplant
Vanuit de kwekerij kunnen de bomen met kluit (en in de tropen met container) worden geplant, of als naaktewortelplantsoen. De keuze hiertussen is groeiplaatsgebonden. Met kluit of container kunnen de planten gemakkelijk en succesvol worden geplant in ondiepe bodems en op extreme groeiplaatsen. Dit is ideaal bij aanplant in boreale bossen, bergbossen en in (semi)aride en andere tropische gebieden. Bij voorkeur wordt meerjarig  plantgoed gebruikt. Grotere planten vestigen zich sneller en worden minder onderdrukt door concurrerende vegetatie. Wel hebben ze als nadeel een hogere prijs en groter transportvolume. Van belang is goed rekening te houden met het plantseizoen.
Er bestaan vele technieken van aanplant. Als een gebied gelijkmatig beplant wordt, spreekt men van ‘vlaktegewijze beplanting’. In berggebieden legt men vaak contourlijnen aan als bescherming tegen erosie, en in droge gebieden worden boompjes in kuilen of achter ‘halvemanen’ (halvemaanvormige richels) geplant om het regenwater op te vangen. Ook is bescherming nodig tegen risico’s van biotische en abiotische aard, zoals wild- en veeschade, concurrerende vegetatie en ziekten en plagen. Soms wordt de bosaanplant in de eerste jaren gecombineerd met voedselgewassen, waardoor het land in deze periode nog iets oplevert voor lokale boeren. Dit systeem heet taungya.

## Sociaal-economische succesfactoren
Het succes van herbebossing hangt niet alleen af van de methode van aanplant, maar ook van een duidelijk beleidsdoel en een strategie die aangeeft op welke termijn en manier dat doel verwezenlijkt moet worden. Daarvoor worden in veel landen beheerplannen opgesteld. Voor een goede strategie moet rekening worden gehouden met de belanghebbenden (Engels: stakeholders) in een te herbebossen gebied. Belanghebbenden kunnen diverse achtergronden, belangen en doelen hebben en daardoor verschillend tegen een situatie aankijken. Daarnaast veranderen sociale inzichten snel, en daarmee ook de meningen over de beste manier van herbebossing. Ook het verschil in hiërarchie of status van eigenaarschap (bijvoorbeeld tussen particulier, gemeentelijk, of nationaal) kan problemen veroorzaken tussen  belanghebbenden. Door dit alles kunnen conflicten ontstaan. Daarom is het belangrijk om de belanghebbenden zo veel mogelijk op één lijn te krijgen en hen goed te betrekken bij de beheerplanning.  In vooral de zuidelijke landen is het concept sociale bosbouw (Engels: community forestry of social forestry)  hiervoor ontwikkeld. Hierin hebben lokale actoren, naast professionele bosbouwkundigen en anderen een rol in zowel bosbeleid als bosbeheer. Vaak is een nevendoel daarbij het verbeteren van de levensomstandigheden van de lokale gemeenschappen.
Agroforestry is een andere manier om landeigenaren te stimuleren om bomen en struiken aan te planten, als onderdeel van de teelt van landbouwgewassen of veeteelt. De voordelen hiervan zijn een grotere rijkdom aan biodiversiteit en verminderde erosie.

## Financiering
Er bestaan talloze financieringsmechanismen voor herbebossing. Sommige landen kennen subsidieregelingen voor grondeigenaren die hun land willen herbebossen. Soms worden er eisen gesteld aan de herbebossing met betrekking tot de soortensamenstelling, zoals het aanplanten van inheemse soorten. Ook belegt een aantal institutionele beleggers zoals pensioenfondsen in herbebossingsprojecten.
In het kader van de klimaatcrisis is de financieringsstroom naar de bossensector toegenomen. Een van de eerste programma’s was het Clean Development Mechanism (CDM) onder het Kyoto Protocol (1997), een compensatiemechanisme waarin geïndustrialiseerde landen projecten voor CO2-reductie initiëren in ontwikkelingslanden ter compensatie van hun eigen emissies (uitstoot). Veel van deze projecten behelzen herbebossing. Belangrijker voor bossen was de lancering in 2008 van het programma Reducing Emissions from Deforestation and forest Degradation (REDD), later uitgebreid met duurzaam bosbeheer en herbebossing (REDD+), Onder dit programma werken internationale organisaties en meer dan 30 landen samen in de uitvoering van projecten voor bosbehoud, -beheer en -herstel. Op 11 december 2019 stelde de Europese Commissie haar European Green Deal voor met als belangrijkste doelstelling een klimaatneutrale economie te bereiken tegen 2050. Tegen 2030 beoogt men een daling van de kooldioxide-uitstoot van 50%. Ook op nationaal niveau zijn er veel stimuleringsregelingen voor herbebossing. De Nederlandse overheid wil 10% meer bos realiseren in 2030 voor CO2-vastlegging en biodiversiteit.

## Voorbeelden van herbebossing
- Nepal: Community Forestry, een vorm van sociale bosbouw, is sinds lang overheidsbeleid in Nepal. Sinds de instelling van de Forest Act in 1993 heeft de overheid het beheer van veel bossen voor langere tijd overgedragen aan Forest User Groups, die bos aanplanten, beheren en gebruiken. Deze decentralisatie bevorderde betrokkenheid van de bevolking, en daardoor een duurzamer beheer van het bos. Hierdoor nam de lokale armoede af en kwam er meer sociale gelijkheid.[16],[17]
- De organisatie SUSTAIN[18]  in Peru verrijkt en herstelt bossen in het Amazonegebied met paranootbomen, om zo de economische waarde van de bossen te verhogen. Ook in andere landen komt deze methode voor. In boomkwekerijen worden jonge bomen geteeld die later worden uitgeplant met ondersteuning van NGO’s. Er kan ook plantgoed worden gekweekt van boomsoorten die op de rand van uitsterven staan. Zo wordt kennis opgedaan over deze bedreigde soorten en worden zaden gewonnen, die weer opgekweekt kunnen worden tot bomen voor aanplant. Hierdoor blijven deze soorten behouden.[19]
- Arboliva is een project van Trees for All, een organisatie die sinds 2007 herbebossing uitvoert in Bolivia. Ontbossing door lokale landbouwontginning heeft geleid tot het verdwijnen van bos met allerlei problemen tot gevolg. Trees for All werkt samen met lokale autoriteiten en met circa 2.000 lokale boeren. Zij leggen nieuwe bospercelen aan waar agroforestry kan worden toegepast. Hierdoor wordt niet alleen nieuw bos ontwikkeld, maar het betekent ook duurzamer landgebruik. De financiering voor het Arbolivia-project komt van credits voor CO2-compensatie. Het project wordt duurzaam beheerd door de Boliviaanse projectpartner Sicirec en de lokale boeren.[20]
- In Chili heeft de organisatie Cultiva Chile sinds 2000 meer dan 26.000 vrijwilligers bijeengebracht om een half miljoen inheemse bomen te planten. Op deze manier wordt herbebossing in door brand getroffen of in het verleden ontboste gebieden gecombineerd met het opleiden van jongeren en het bevorderen van burgerbetrokkenheid.[21]
- De organisatie Weforest voert verschillende projecten uit in landen over de hele wereld om grote gebieden te herbebossen teneinde klimaatverandering tegen te gaan.[22]
- Nederland: De Stichting Voedselbosbouw Nederland houdt zich bezig met het ontwikkelen en beheren van voedselbossen. Doel is duurzame voorziening van gezond voedsel, vitale natuur en biodiversiteit. Voedselbossen voegen waarde toe aan de directe omgeving van mensen. Zij kunnen de natuur beleven en genieten van de producten en (ecosysteem)diensten die de voedselbossen verschaffen, zoals voedsel, zaai- en plantgoed, en een aantrekkelijk landschap met veel biodiversiteit. Ook bevorderen voedselbossen de verbondenheid met anderen, met de natuur en met de leefomgeving, en leveren ze diensten op het gebied van gezondheid, welzijn, recreatie en educatie.[23]

## Succes van herbebossing
Herbebossingsprogramma’s komen lang niet altijd tot succesvolle resultaten, vooral in ontwikkelingslanden, omdat de kwaliteit van de uitvoering onvoldoende is of te weinig aandacht aan de sociaal-economische succesfactoren is besteed.